# Кракен 1200
«Кра́кен 1200» (или «БЛ-1200» по классификации ВМФ) — это катер RIB (жестко-корпусная надувная лодка) повышенной мореходности. Катер изготавливается по проекту конструктора Бориса Ершова в санкт-петербургской компании Специальные катера.
Корпус катера изготавливается из стеклопластика. Борт катера может состоять либо из надувного баллона ПВХ, либо из материала Orca Hypalon компании Pennel, либо из пенонаполненного баллона.
Двигательная установка катера состоит из одного или двух дизельных двигателей мощностью от 400 л. с. до 700 л. с. В качестве движителя могут применяться поворотно-откидные колонки с винтами встречного вращения или водомёты (только для спаренной установки).
Модульный принцип компоновки катера позволяет построить судно для отдыха, бизнеса или оперативной службы, такой как патрулирование прибрежных водных районов и высадка групп специалистов на суда, находящиеся на рейде портов и в открытом море, обеспечение работы лоцманов, проведение гидрографических и промерных работ.
В конструкцию катера заложена возможность создания специализированных модификаций для проведения спасательных и водолазных работ, скорой медицинской помощи (с реанимационным модулем на два места), а также легкобронированной модификации для силовых структур.
| Технические характеристики             | Показатели |
| -------------------------------------- | ---------- |
| Длина, м                               | 12,1       |
| Ширина, м                              | 4,25       |
| Осадка, м                              | 1,08       |
| Водоизмещение (половинная загрузка), т | 4,5        |
| Запас топлива, л                       | 900        |
| Пассажировместимость, чел.             | 12         |
| Количество кают                        | 1          |
| Количество спальных мест для гостей    | 2          |
| Крейсерская скорость, узлов            | 25         |
| Максимальная скорость, узлов           | 39         |